# Stormartillerivagn m/43
Stormartillerivagn m/43, kort sav m/43, var en svenskkonstruerad stormartillerivagn för indirekt och direkt eldunderstöd åt infanteri som baserades på chassit av stridsvagn m/41. Ursprungsbeteckningen var pansarartillerivagn m/43 med detta ändrades till stormartillerivagn innan vagnen kommit i tjänst. Armén beställde 36 vagnar av typen. Fordonet var avsett att vara beväpnat med en 10,5 cm haubits men utvecklingen av 10,5 cm-pjäsen var inte färdig när vagnen var klar och de 18 första vagnarna var från början beväpnade med en undermålig 7,5 cm kanon m/02. När de 18 andra vagnarna var klara 1946 var dessa beväpnade med den nya 10,5 cm L/21 m/44 Sav haubitsen. Man ombeväpnade då de 18 första vagnarna med denna. Sav m/43 var i tjänst fram till 1973, då de sista ersattes med Stridsvagn 74.

## 10,5 cm L/21 m/44 Sav
10,5 cm L/21 m/44 Sav sköt primärt spränggranater men kunde även skjuta ett flertal olika patroner för pansarvärn.
- Spårljuspansargranat m/39: ca 90 mm genomslag.
- Spårljuspansarspränggranat m/49: 240 mm genomslag.
- Spårljuspansarspränggranat m/60: 300 mm genomslag.
- Spårljuspansarspränggranat m/65: 350 mm genomslag.

Rök- och lysgranater fanns även.

## Varianter
- Pansarartillerivagn m/43 (Pav m/43) - En byggd. Prototypen av Sav m/43, beväpnad med en 75 mm Kan m/02.
- Stormartillerivagn m/43 (Sav m/43) (1944) - 18 i tjänst. Tidig variant av Sav m/43. Hade en vattenkyld Scania-Vabis 603/2 V6 motor på 162 hk och var beväpnad med en 75 mm Kan m/02.
- Stormartillerivagn m/43 (Sav m/43) (1946) - 36 i tjänst. Standardvariant av Sav m/43. De första 18 vagnarna och alla alla vagnar byggda efter dessa fick kraftigare beväpning i form av en 105 mm L/21 m/44 Sav haubits 1946.
- Stormartillerivagn m/43 (Sav m/43) (1962) - 36 i tjänst. När Pvkv m/43 i början av 1960-talet skulle ommotoriseras fick Sav m/43 lämna ifrån sig sin Scania-Vabismotor typ 603/2. Denna ersattes med den 20 hk svagare Scaniamotorn typ 1664/13 som suttit i Strv m/41 SI. Denna motor hade avgasutsläppet på höger sida vilket innebar att ljuddämparen fick vändas och en del yttre tillbehör flyttas.
- Stormartilleripjäs fm/43-44 "Trätoffelvagnen", även Motorlavettage 10 ton - Stromartilleripjäs prototyp baserad på Strv m/41 med namnet "Trätoffelvagnen" på grund av dess form som såg ut som en träsko. Denna byggdes genom att man byggde om prototypen av sav m/43 av Scania-Vabis. Motorn sköts fram i vagnen och stridsrummet flyttades bakåt genom en ny överbyggnad. Beväpningen var en 150 mm rekylfri stormartilleripjäs. Försök med en 75 mm pvkan m/43 gjordes även. Prototypen godkändes inte för produktion.